# 貸切扱い
貸切扱い（かしきりあつかい）は、かつて行われていた鉄道貨物輸送の取扱いの一つである。「車扱」とも言い、一般的に認識されている鉄道貨物輸送はこれに該当する。

## 概要
「小口扱い」や「瓲扱い」・「宅扱い」に対して、ある程度数量のまとまった貨物を運送するための取扱いである。貨物は、鮮魚・牛豚鶏肉・鶏卵・雑穀・味噌・醤油・米・麦・レコードプレーヤー・転居荷物・航空機・生糸・植木・木材・セメント・石炭・飼料・肥料・薪炭などである。
最安な運賃で貨車1車専用で運送されるが、ただし積み卸しの費用は貨主側が負担しなければならなかった。この扱いは、普通等級は五級から十級まで、特別等級は十四級から二十級まで、計13等級と、特殊な貨物に対する一級割増等級が適用された。数量単位は「瓲（トン）」であった。貨物を貸し切り取扱いで出すときは、貨物の品名・個数・容積・重量・発着駅・荷送人・荷受人ならびにその住所・氏名などを記載した運送状を貨物に添えた上で貨物取扱所に差し出した。最低運賃は4円（ただし火薬類は10円、特殊貴重品は50円）であった。